# Băicoi
Băicoi város Prahova megyében, Munténiában, Romániában. A hozzá tartozó települések: Dâmbu, Liliești, Schela, Tufeni valamint Țintea.

## Fekvése
A település 20 km-re északra található Ploiești városától.

## Történelem
Első írásos említése 1597-ből való.
1948-ban városi rangot kap.
A város területe ásványkincsekben gazdag, jelenleg is folyik só, földgáz és kőolajkitermelés.
Băicoi ortodox templomában több, Nicolae Grigorescu által festett ikon látható.

## Lakossága
| Nemzetiségek        | 2002  | 2002   |
| ------------------- | ----- | ------ |
| Románok             | 19880 | 99,30% |
| Romák               | 127   | 0,63%  |
| Magyarok            | 8     | 0,03%  |
| Szlovákok           | 2     | 0,01%  |
| Szerbek             | 1     | 0,01%  |
| Örmények            | 1     | 0,01%  |
| Egyéb nemzetiségűek | 1     | 0,01%  |
| Összesen            | 20020 | 100,0% |